# Francesco Capotorti
Francesco Capotorti (Napoli, 9 febbraio 1925 – Napoli, 4 aprile 2002) è stato un giurista e giudice italiano.
Laureatosi in giurisprudenza all'Università di Napoli nel 1945, fu nominato assistente presso la cattedra di Diritto internazionale, per poi ottenere la cattedra di Istituzioni di diritto pubblico nel 1954. Dopo aver insegnato nelle università di Cagliari, Bari e Napoli, dal 1974 fu docente di Diritto internazionale privato a Roma rimanendo in ruolo fino al 1994. Oltre al diritto internazionale, la formazione di Capotorti si estendeva a diverse altre branche del diritto, come dimostra la varietà delle materie insegnate, quali diritto pubblico, costituzionale, storia dei trattati e della politica internazionale, dottrina dello Stato.
A partire dai primi anni cinquanta, il processo di integrazione europea avviato dall'istituzione della Comunità europea del carbone e dell'acciaio vide Capotorti tra i primi studiosi del diritto comunitario, a cui dedicò sia studi di portata generale su istituzioni e fonti giuridiche, sia monografie su temi specifici quali la concorrenza e il diritto delle società.
Il ruolo di consulente per conto del governo italiano presso i principali organismi internazionali lo rese uno dei più attivi protagonisti dell'integrazione comunitaria. Tra il 1960 e il 1973 fu il rappresentante italiano all'Assemblea generale delle Nazioni Unite, poi membro del Comitato speciale delle Nazioni Unite per la questione della definizione dell'aggressione, e in seguito componente della sottocommissione delle Nazioni Unite per la lotta contro le misure discriminatorie e la protezione delle minoranze. Fu giudice della Corte di giustizia delle Comunità europee di Lussemburgo dal 3 febbraio al 6 ottobre 1976, e poi avvocato generale presso la stessa Corte fino al 6 ottobre 1982.
In Lussemburgo Capotorti lavorò a stretto contatto con gli artefici del progetto di integrazione europea e divenne uno dei principali collaboratori di Altiero Spinelli, presidente della Commissione istituzionale. Nel 1983 contribuì a un passaggio di grande importanza nella costruzione delle fondamenta dell'Unione europea, curando insieme ai colleghi Meinhard Hilf, Francis Jacobs e Jean-Paul Jacqué la stesura definitiva del progetto di trattato di Unione europea. Spinelli, che portò il progetto all'approvazione del Parlamento europeo, giudicò decisivo il contributo del giurista napoletano e ne caldeggiò la candidatura alle successive elezioni europee, in qualità di indipendente per la lista del Partito Comunista Italiano. Tuttavia Capotorti, da sempre vicino al Partito Socialista Italiano, preferì allontanarsi dalla scena politica dedicandosi completamente all'attività di studioso.